# Saïgon, l'enfer pour deux flics
Pour plus de détails, voir Fiche technique et Distribution.
Saïgon, l'enfer pour deux flics (Off Limits) est un film américain réalisé par Christopher Crowe (en), sorti en 1988.

## Synopsis
Saïgon, 1968. La guerre du Viêt Nam fait rage. Buck McGriff et Albany Perkins, deux policiers en civil de l'United States Army Criminal Investigation Command, ont la mission peu enviable de nettoyer les rues de la ville. Lorsqu'ils sont chargés d'enquêter sur le meurtre brutal d'une prostituée, ils sont entraînés dans les bas-fonds d'une ville en état de siège, entre alcool, drogue et luxure. Mais tout ça n'est rien comparé au fait que leur principal suspect n'est autre qu'un officier américain très haut placé.

## Fiche technique
- Titre français : Saïgon, l'enfer pour deux flics
- Titre original : Off Limits
- Réalisation : Christopher Crowe (en)
- Scénario : Christopher Crowe & Jack Thibeau
- Musique : James Newton Howard
- Photographie : David Gribble (en)
- Montage : Douglas Ibold
- Production : Alan Barnette
- Société de production et de distribution : 20th Century Fox
- Pays :  États-Unis
- Langue : Anglais
- Format : Couleurs - 1,85:1 - Dolby - 35 mm
- Genre : Policier
- Durée : 102 min
- Date de sortie :
  - États-Unis : 11 mars 1988
  - France : 25 mai 1988

## Distribution
- Willem Dafoe (VF : Dominique Collignon-Maurin) : Buck McGriff
- Gregory Hines (VF : Sady Rebbot) : Albaby Perkins
- Fred Ward (VF : Pascal Renwick) : Dix
- Amanda Pays (VF : Caroline Beaune) : Nicole
- Lim Kay Tong (en) : Lime Green
- Scott Glenn (VF : Jean Barney) : Colonel Dexter Armstrong
- David Alan Grier (VF : Pascal Légitimus) : Rogers
- Keith David (VF : Med Hondo) : Maurice
- Raymond O'Connor (en) (VF : William Coryn) : Elgin Flowers
- Thuy An Luu : Lanh